# Northrop Corporation
Northrop Corporation tvrtka koja je jedan od najvećih proizvođača zrakoplova u SADu. Tvrtku je osnova Jack Northrop 1939.g. u Hawthorneu, California. 
Tvrtka se je 1994.g spojila s tvrtkom Grumman vodećim svjetskim proizvođačem zrakoplova iz čega je nastala tvrtka Northrop Grumman.